# Alfred Brock
Per Alfred Daniel Nilsson Brock, född 15 april 1876 i Svedala församling, Malmöhus län, död 16 november 1935 i Adolf Fredriks församling, Stockholm, var en svensk instrumentbyggare.

## Biografi
Alfred Brock var son till instrumentbyggaren Nils Nilsson i Malmö och Elisa Persson. Brock erhöll sin första utbildning i instrumentbygge från sin far. 1900 kom han till Stockholm, där han blev reparatör åt hovkapellet och Musikhistoriska museet och 1925 hovinstrumentmakare. Brock tillverkade violiner men framför allt lutor. Den så kallade "Brock-lutan" fick stort anseende både i Sverige och utomlands genom sin goda ton och vackra utseende, och är en modernisering av den gamla Kraft-lutan. Brock byggde sammanlagt 892 lutor.

## Instrument

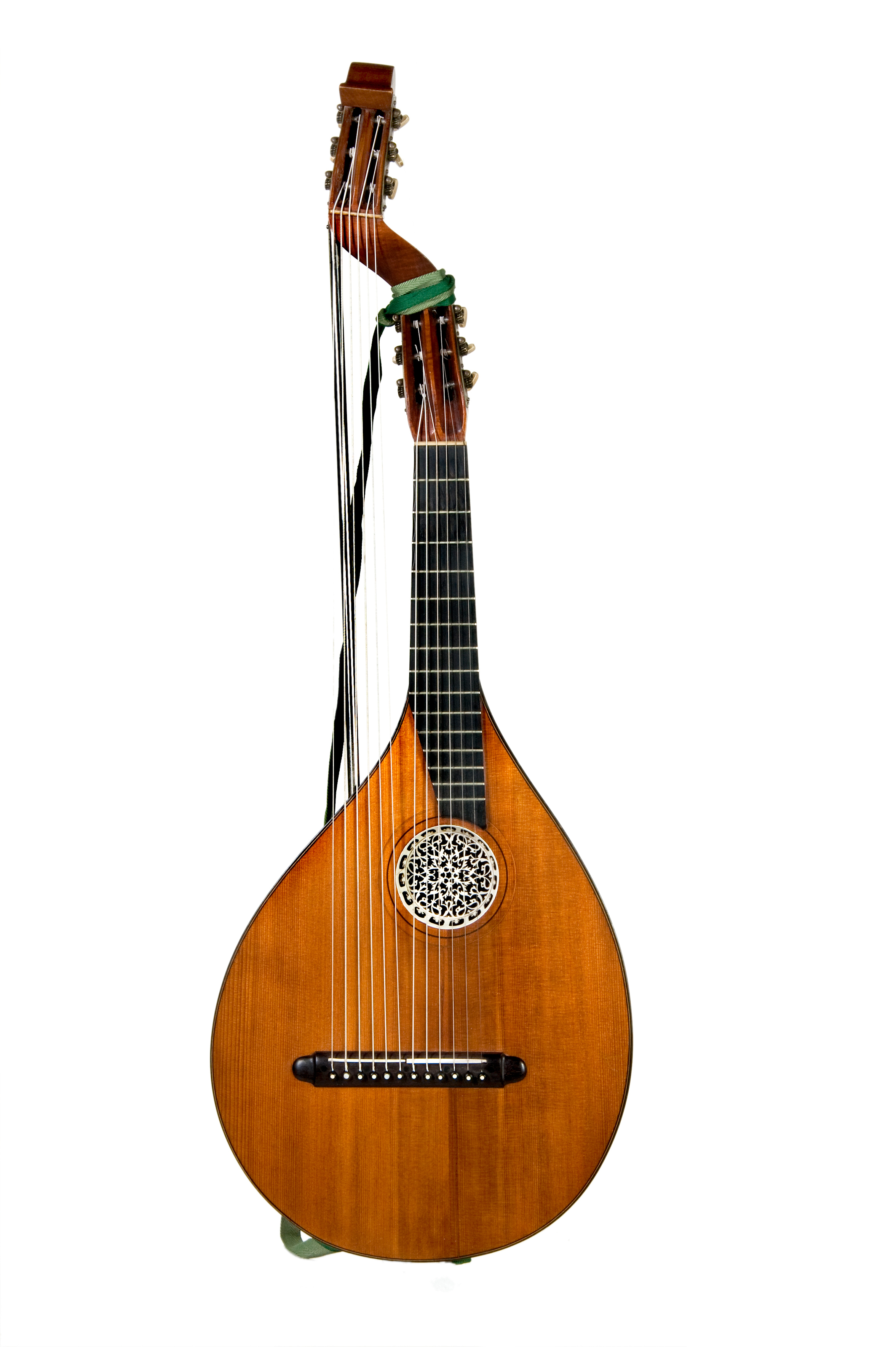
Svensk luta, 1931.